# Robert Alexander Birkbeck
Robert Alexander Birkbeck (ur. 8 października 1898, zm. 9 stycznia 1938) – brytyjski as lotnictwa Royal Flying Corps z 10 potwierdzonymi  zwycięstwami w I wojnie światowej. 

## Życiorys
Robert Alexander Birkbeck urodził się w Edynburgu w Szkocji. Dnia 23 czerwca 1916 roku zdobył licencję Royal Aero Club z numerem 3157. 10 czerwca 1917 roku został żołnierzem jednostki No. 1 Squadron RAF. W jednostce służył do lutego 1918 roku, kiedy to powrócił do Wielkiej Brytanii, gdzie dalej służył w RAF.
Pierwsze zwycięstwo powietrzne odniósł 22 lipca 1917 roku nad  niemieckim samolotem Albatros D.V w okolicach Menen. 9 października odniósł podwójne zwycięstwo na południe od Polygon Wood nad dwoma samolotami Albatros.
Ostatnie dziesiąte zwycięstwo 9 listopada 1917 roku w okolicach Houthoulst Wood. Został odznaczony Distinguished Flying Cross oraz w awansowany na kapitana.
Po zakończeniu wojny latał Birkbeck pozostał w wojsku. W 1931 roku przeszedł do rezerwy i został maklerem okrętowym (osobą zajmującą się sprzedażą i ubezpieczeniami statków). Zmarł w 1938 roku